# Fidalia
Fidalia (VII wiek p.n.e.) – postać z greckiej mitologii, opisana m.in. przez Malalasa i Hezychiusza z Miletu. Legendarna żona założyciela i pierwszego króla miasta Bizancjum (Byzantion) Byzasa. Według źródeł antycznych była córką miejscowego wodza, Barbyriosa. Pod nieobecność męża miała samodzielnie dowodzić obroną miasta przed atakiem króla Scytów, Odrysesa.

## Wzmianki źródłowe
- Hezychiusz z Miletu w: Scriptores originum Constantinopolitanarum, wyd. T. Preger, t. I, Lipsiae 1901, 18.
- Malalas w: Ioannis Malalae  chronographia, wyd. J. Thurn, Berelini en Novi Eboraci 2000, XII, 20.